# 原龍介蟲屬
原龍介蟲屬（學名：Proliserpula）是龍介蟲科下已滅絕的一個屬，生存於晚白堊世的深水區域。

## 特徵
原龍介蟲的體管總是附著在堅硬的基底上，以不規則的螺旋狀盤卷，沿中線有條狹窄的背。其孔眼是圓的，孔眼的側面顯示出生長線。

## 物種
- Proliserpula faringdonensis
- Proliserpula hemmoorensis
- Proliserpula obtusa
- Proliserpula ornata

## 外部連結
- Proliserpula in the Paleobiology Database